# Кика Ђукић
Кристина Ђукић (Београд, 25. јул 2000 — Београд, 8. децембар 2021) била је српска јутјуберка. Извршила је самоубиство у 21. години, што су поједини медији објашњавали учесталим малтетирањем на интернету.

## Биографија
У марту 2015. године, у 14. години, покренула свој канал „К1КА“ на сајту Јутјуб, на коме је постављала клипове на којима игра популарни Мајнкрафт. С обзиром на то да је у то време била један од ретких женских играча у Србији који уживају у тој игрици, за само десетак дана сакупила више од хиљаду претплатника. Из дана у дан је постављала нове садржаје, па је њен канал постао један од најбрже растућих домаћих канала на Јутјубу.

## Смрт
Кика је пронађена мртва, 8. децембра 2021. године у изнајмљеном стану у центру Београда на Обилићевом венцу. Више јавно тужилаштво у Београду је након детаљних провера утврдило да нема места покретању кривичног поступка против било код лица, за било које кривично дело, у вези са околностима под којима је наступила смрт Кристине Ђукић 8. децембра 2021. године.
Поводом њене смрти организација Аутономни женски центар позвала је Полицију Србије да преиспита одговорност српског јутјубера Баке Прасета (Богдан Илић) јер је овај јутјубер био годинама у спору с Киком те је често позивао на њено омаловажавање, поготову у вези с њеним физичким изгледом. Он је неколико дана после приведен. После пуштања на слободу, напустио је Србију и отишао код оца у Амстердам. Убрзо се вратио и наставио да снима за Јутјуб.